# Chamaepetes
Chamaepetes је род птица из породице Cracidae. Ове птице живе искључиво у Средњој и Јужној Америци. Укључује сљедеће две врсте:
| Слика | Латински назив | Назив             | Распростр.                          |
| ----- | -------------- | ----------------- | ----------------------------------- |
|       |                | Српастокрили гуан | Боливија, Колумбија, Еквадор и Перу |
|       |                | Црни гуан         | Костарика и Панама                  |